# 馬克西米夫卡 (卡爾利夫卡區)
49°34′48″N 35°6′32″E / 49.58000°N 35.10889°E
馬克西米夫卡（烏克蘭語：Максимівка），是烏克蘭中部的村莊，隸屬波爾塔瓦州的波爾塔瓦區。該村距離沃洛季米里夫卡和帕夫利夫希納1公里，海拔高度136米。